# HD89461
HD89461 — хімічно пекулярна зоря спектрального класу B9, що має видиму зоряну величину в смузі V приблизно  6,0.
Вона  розташована на відстані близько 550,9 світлових років від Сонця.